# 개부의동삼사
개부의동삼사(開府儀同三司)는 고대 중국의 관직의 이름이다. 개부(開府)는 신하가 자신의 명의로 막부(幕府)를 설치하고 그 막료와 부속을 임명하는 행위를 말하며, 의동삼사(儀同三司)라는 호는 그것을 수여받은 자가 재상인 삼공(三公)과 같은 대우를 받는다는 뜻이다.
개부의동삼사는 일반적으로 조정에 공을 세운 대신의 공로에 대해 내려진 칭호였으며, 외교적으로는 외국의 군주들에게도 내리던 것이었다.

## 개요
개부(開府)는 처음 서한(西漢)에서 삼공(三公, 동한에서는 사도와 사마, 사공을 가리켰다)에게 주어져서, 대장군(大將軍), 표기장군(驃騎將軍), 위장군(衛將軍) 등의 지위와 같이 공적인 장군으로서 막부를 열 수 있었다.
동한(東漢)에서는 의동삼사(儀同三司)가 더해져서, 이를 받은 자는 재상인 삼공과 같은 의전과 지위, 대우를 누릴 수 있었다. 《진서》(晉書) 직관지에는 개부의동삼사에 대해 "한(漢)의 관직이다. 상제(殇帝) 연평(延平) 원년에 등즐(邓骘)을 거기장군(車騎將軍) 의동삼사(儀同三司)로 삼았는데 의동의 이름이 여기서 유래하였다. 위(魏)에 이르러 황권(黄權)을 거기장군으로 개부의동삼사를 삼았는데 개부라는 이름은 여기서 비롯되었다."고 적고 있다.
한에서는 오직 삼공에게만 개부의동삼사가 주어졌지만, 위, 진(晋) 이후 장군으로서 개부하는 자가 많아지면서 개부의동삼사를 칭하게 되었다. 남북조 시대 이후 개부의동삼사와 의동삼사로 양분되는데 모두 개부하여 관서를 둘 수 있었고 후에 와서 다시 상개부의동대장군(上開府儀同大將軍), 개부의동대장군(開府儀同大將軍)、상의동대장군(上儀同大將軍)、의동대장군(儀同大將軍)으로 나뉘었다.
수(隋), 당(唐)에서는 문산관(文散官) 정1품이었다. 송(宋)의 신종(神宗)이 정한 원봉개제(元俸改制)에서는 재상을 개부의동삼사로 고쳤는데, 추밀사(樞密使)와 특진(特進), 태자태사(太子太師), 태부(太傅), 태보(太保), 사왕(嗣王), 군왕(郡王), 국공(國公)과 함께 종1품이었다. 원(元)에서도 그대로 이어서 두었고, 명(明)에 이르러 폐지되었다.

## 고려의 관직
성종(成宗) 14년에 처음으로 중국식의 문산계를 정하면서 기존의 대광(大匡)을 고쳐 중국의 것과 같은 개부의동삼사로 하였다. 문종(文宗) 때에 관제를 개정하면서 품계는 종1품이 되었는데, 고려왕이 몽골 제국의 부마로서 제후국을 자처하게 된 충렬왕(忠烈王) 이후 사라졌다가 공민왕(恭愍王) 5년(1356년)에 다시 부활하여, 품계는 정1품상(上)이 되었다(정1품하는 의동삼사). 이후 동왕 11년(1362년)에 벽상삼한삼중대광(壁上三韓三重大匡)으로 고쳐졌다가 동왕 18년(1369년)에 다시 특진보국삼중대광(特進輔國三重大匡)으로 고쳐졌다.

## 개부의동삼사를 받은 한국의 군주
고구려
- 장수왕 - 463년 유송(劉宋) 무제(武帝)로부터 거기대장군(車騎大將軍) 개부의동삼사로 책봉
- 문자명왕 - 508년 양 고조로부터 무군대장군(撫軍大將軍) 개부의동삼사로 책봉
- 평원왕 - 577년 북주(北周) 고조(高祖)로부터 개부의동삼사 대장군 요동군개국공 고려왕으로 책봉
- 영양왕 - 590년 수(隋) 문제(文帝)로부터 상개부의동삼사(上開府儀同三司) 요동군공(遼東郡公)으로 책봉

백제
- 위덕왕 - 581년 수 문제로부터 상개부의동삼사 대방군공(帶方郡公)으로 책봉

신라
- 진덕여왕 - 653년 사후 당으로부터 개부의동삼사 추증
- 태종 무열왕 - 654년 개부의동삼사 신라왕으로 책봉
- 문무왕 - 661년 개부의동삼사 상주국 낙랑군공 신라왕으로 책봉
- 신문왕 - 681년 즉위와 함께 문무왕의 관작을 이어받음
- 성덕왕 - 733년 개부의동삼사 영해군사(寧海軍使)로 책봉
- 효성왕 - 738년 책봉
- 경덕왕 - 743년 개부의동삼사(開府儀同三司) 사지절(使持節) 대도독계림주제군사(大都督鷄林州諸軍事) 겸(兼) 지절영해군사(持節寧海軍使) 책봉
- 혜공왕 - 768년 책봉
- 소성왕 - 779년 개부의동삼사 검교태위(檢校大尉) 신라왕 책봉(단 소성왕은 책봉 소식을 전해받기 전에 사망)
- 애장왕 - 805년 개부의동삼사 검교태위 사지절 대도독계림주제군사 계림주자사(雞林州刺史) 겸 지절충영해군사(持節充寕海軍使) 상주국 신라왕 책봉
- 헌덕왕 - 809년 개부의동삼사 검교태위 지절대도독계림주제군사 계림주자사 겸 지절충영해군사 상주국 신라왕 책봉
- 흥덕왕 - 827년 개부의동삼사 검교태위 사지절대도독계림주제군사 겸 지절충영해군사 신라왕 책봉
- 문성왕 - 841년 개부의동삼사 검교태위 사지절도독계림주제군사 겸 지절충영해군사 상주국 신라왕 책봉
- 경문왕 - 865년 개부의동삼사 검교태위 지절대도독계림주제군사 상주국 신라왕 책봉
- 헌강왕 - 878년 사지절 개부의동삼사 검교태위 대도독계림주제군사 상주국 신라왕 책봉

고려
- 태조 왕건 - 939년 후진으로부터 개부의동삼사 검교태사(撿校太師)로 책봉
- 광종 - 956년 후주로부터 개부의동삼사 검교태사로 책봉
- 성종 - 996년 요(遼)로부터 개부의동삼사 상서령(尙書令) 고려국왕으로 책봉
- 목종 - 1007년 요로부터 수의보방추성봉성공신(守義保邦推誠奉聖功臣) 개부의동삼사 수상서령(守尙書令) 겸 정사령(政事令) 상주국 식읍 7천 호 · 식실봉(食實封) 7백 호로 책봉
- 현종 - 1022년 요로부터 개부의동삼사 수상서령 상주국 고려국왕 식읍 1만 호 식실봉 1천 호로 책봉
- 정종 - 1039년 요로부터 개부의동삼사 수태보(守太保) 겸 시중(侍中) 상주국 고려국왕 식읍 7천 호 · 식실봉 1천 호로 책봉되고 거듭 수충보의봉국육자공신(輸忠保義奉國六字功臣)이라는 칭호를 받음
- 문종 - 1047년 요로부터 개부의동삼사 수태보 겸 시중 상주국으로 고려국왕에 봉해지고 식읍 7천 호 · 식실봉 1천 호와 함께 광시치리갈절공신(匡時致理竭節功臣)이라는 칭호를 받음
- 숙종 - 1104년 요로부터 충근봉국공신(忠勤奉國功臣) 개부의동삼사 수태위(守太尉) 겸 중서령 상주국 고려국왕이 식읍 7천 호 식실봉 7백 호를 받음
- 인종 - 1142년 금(金)으로부터 개부의동삼사 상주국을 책봉받음
- 의종 - 1148년 금으로부터 개부의동삼사 상주국 고려국왕으로 책봉됨
- 명종 - 1172년 금으로부터 개부의동삼사 고려국왕으로 책봉됨
- 신종 - 1199년 금으로부터 책봉
- 강종 - 1212년 금으로부터 개부의동삼사 상주국 고려국왕 책봉에 식읍 1만 호와 식실봉 1천 호가 더해짐
- 고종 - 사후 1310년 원으로부터 돈신명의보절정량제미익순공신(敦信明義保節貞亮濟美翊順功臣) 태사(太師) 개부의동삼사 상서우승상(尙書右丞相) 상주국 고려국왕으로 추증되고 충헌(忠憲)이라는 시호를 받음
- 원종 - 사후 고종과 함께 원으로부터 단성봉화보경양절강제좌리공신(端誠奉化保慶亮節康濟佐理功臣) 태사(大師) 개부의동삼사 상서우승상 상주국 고려국왕에 추증되고 충경(忠敬)이라는 시호를 받음
- 충렬왕 - 1280년 원으로부터 개부의동삼사 중서좌승상(中書左丞相) 행중서성사(行中書省事)로 책봉. 후에 세자에게 양위하면서 추충선력정원보절공신(推忠宣力定遠保節功臣) 개부의동삼사 대위부마(大尉駙馬) 상주국 일수왕(逸壽王)으로 책봉됨. 사후 1310년 충선왕의 요청으로 원으로부터 순성수정추충선력정원보절인량홍화봉경공신(純誠守正推忠宣力定遠保節寅亮弘化奉慶功臣) 태사 개부의동삼사 상서우승상 상주국 부마 고려국왕으로 추증되고 충렬(忠烈)이라는 시호를 받음
- 충선왕 - 1298년 즉위와 함께 원으로부터 개부의동삼사 정동행중서성좌승상(征東行中書省左丞相) 부마(駙馬) 상주국 고려국왕에 책봉되고 나아가 1308년 개부의동삼사 태자태부(太子太傅) 상주국 부마도위(駙馬都尉)로 심양왕(瀋陽王)에 봉해짐
- 충숙왕 - 1317년 원으로부터 개부의동삼사 부마(駙馬) 고려국왕에 책봉됨
- 충혜왕 - 1330년에 원으로부터 개부의동삼사 정동행중서성좌승상(征東行中書省左承相) 상주국(上柱國) 고려국왕에 책봉되고, 1344년 다시 원으로부터 개부의동삼사 정동행중서성좌승상(征東行中書省左丞相) 상주국(上柱國) 고려국왕에 책봉됨
- 충목왕 - 1344년 원으로부터 개부의동삼사 정동행중서성좌승상 상주국에 책봉됨
- 우왕 - 1377년 북원으로부터 개부의동삼사 정동행성좌승상(征東行省左丞相) 고려국왕으로 책봉됨